# Holoscolia homaima
Holoscolia homaima is een vlinder uit de familie sikkelmotten (Oecophoridae). De wetenschappelijke naam is voor het eerst geldig gepubliceerd in 1954 door Gozmany.
De soort komt voor in Europa.